# Banda Bassotti
Banda Bassotti es una banda de ska punk italiana, nacido en unos talleres de la zona periférica de Roma en 1981. El nombre de Banda Bassotti es el nombre en italiano de la banda de ladrones más famosa de Disney, los Golfos Apandadores (The Beagle Boys). Sus componentes se conocieron cuando eran trabajadores de la construcción. El grupo ha conseguido un cierto éxito en Italia y también en España, gracias a sus conciertos conjuntos con el grupo del País Vasco Negu Gorriak. 
Sus discos los edita su propia discográfica: Gridalo Forte. Avanzo de Cantiere fue editado para España e Italia por Esan Ozenki-Gora Herriak, y también fue distribuido a toda Europa.
El grupo se separó en 1996, pero volvieron a juntarse en el año 2000, con una nueva sección de vientos y siguen en activo en la actualidad.
Combinan temas propios con versiones de exaltación a grupos de guerrillas y guerrilleros como Alfonso Cano y también incluyen himnos revolucionarios (como Bella Ciao), de cantautores como Violeta Parra, Carlos Mejía Godoy o Quilapayún, de corridos mexicanos o de otros grupos de ska como Los Fabulosos Cadillacs.

## Ideología

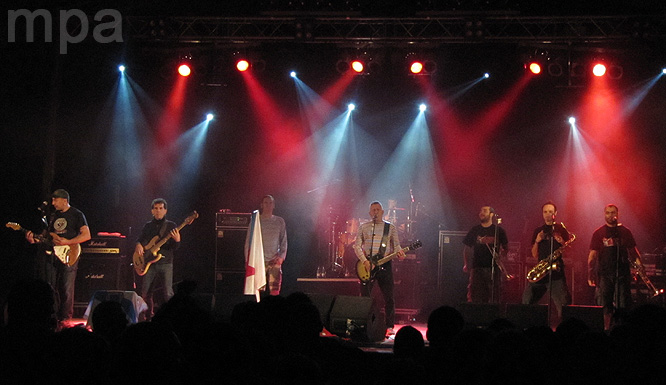
Banda Bassotti en Galicia el 30-10-2010

Se trata de un grupo altamente politizado, con ideología de izquierda revolucionaria comunista, también conocido por su relación con el movimiento skinhead comunista[cita requerida] que además organiza iniciativas de solidaridad con gobiernos de izquierda nicaragüense, salvadoreño o el palestino, y con el País Vasco. También por simpatizar con el Ejército Republicano Irlandés y sus ideas independentistas. La banda es habitual en el circuito de centros sociales okupados, tanto en España como en Italia.
En el mes de marzo de 1994, Banda Bassotti y Negu Gorriak se embarcaron en una gira en apoyo del FMLN en El Salvador. La antigua guerrilla se presentaba ese año a las elecciones generales.

### Polémica con la AVT
La banda ha sido acusada por la Asociación Víctimas del Terrorismo de España (AVT) de defender a ETA, a causa de la letra de la canción «Yup La La» del álbum Así es mi vida (2003), una versión de la canción Karrerorena del poeta vascofrancés Eñaut Etchamendy, en la que hace referencia al atentado que costó la vida al presidente del Gobierno de la dictadura franquista Carrero Blanco. La AVT ya había acusado previamente, sin éxito, al grupo Soziedad Alkoholika de apología del terrorismo, y anunció en agosto de 2007 la presentación de una querella contra Banda Bassotti. El verso de la canción que supuestamente elogiaba a ETA era el siguiente:

«Goresten haigu, goresten eta / populiaren makila haiz ta!»

Según la AVT la traducción al español de estos versos es «¡Te vitoreamos, ETA, eres el brazo del pueblo!», mientras que, según la propia banda, la palabra «eta» en ese contexto debe ser traducida como la conjunción copulativa «y», «te vitoreamos y eres el brazo del pueblo».
Banda Bassotti ha sufrido las presiones de diversos colectivos y medios conservadores para suspender sus conciertos en España. En 2008, la Unión de Juventudes Comunistas de España organizó en Rivas-Vaciamadrid, un municipio cercano a Madrid gobernado por Izquierda Unida y el PSOE el Festival Agitación, en apoyo de la causa de la República Árabe Saharaui Democrática, previsto para el 24 de mayo. Finalmente, el ayuntamiento revocó su autorización para usar instalaciones municipales, ante los cual los organizadores suspendieron el festival, al tiempo que acusaban al consistorio de plegarse a «presiones y amenazas» y a crear un «precedente peligroso» contra la libertad de expresión.

### Acusaciones de antisemitismo
La banda ha sido acusada en Alemania de antisemitismo, a causa de la letra de la canción «Nazi Sion Polizei» del álbum Figli Della Stessa Rabbia (1992), en la que se compara a la policía sionista israelí con las SS nazis.
Banda Bassotti decidió no tocar más dicha canción debido a la percepción alterada que se pueda tener de la situación de oriente próximo y ha declarado que no son antisemitas.

## Miembros

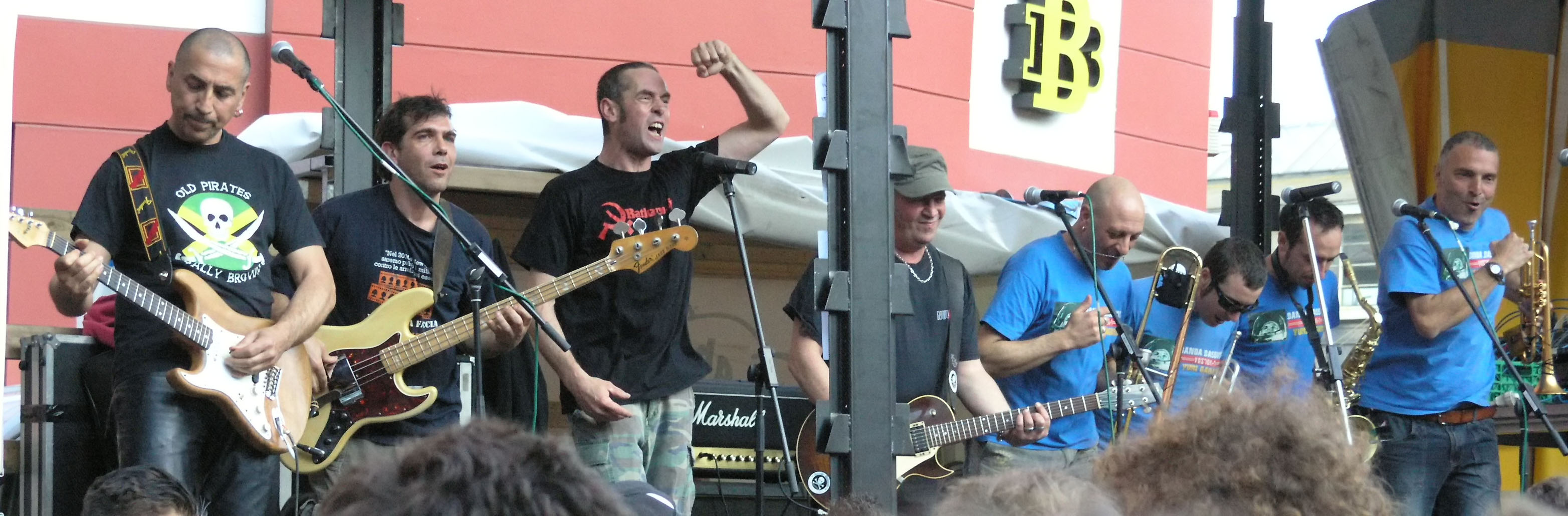
La Banda Bassotti (casi) al completo en el festival Beats against fascism en Alemania. De izquierda a derecha: «Scopa», Michele Frontino, «Picchio», «Sigaro», «Sandokan», Sandro Travarelli, Maurizio Gregori y Stefano Cecchi. 1 de mayo de 2008.

- Angelo «Sigaro» Conti - Guitarra, Voz
- Gian Paolo «Picchio» Picchiami - Voz
- Fabio «Scopa» Santarelli - Guitarra y Coro
- Peppe - Batería
- Michele Frontino - Bajo
- Francesco «Sandokan» Antonozzi - Trombón
- Stefano Cecchi - Trompeta
- Sandro Travarelli - Trompeta
- Maurizio Gregori - Saxofón
- David Cacchione - Mánager

## Discografía

### Álbumes
- Figli della stessa rabbia (Gridalo Forte, 1992)
- Avanzo de cantiere (Gridalo Forte, 1995). En País Vasco fue editado por Gora Herriak.
- Un altro giorno d'amore (Gridalo Forte, 2001). CD doble en directo, después de su reunión.
- L'Altra faccia dell'Impero (Gridalo Forte, 2002).
- Así es mi vida (Gridalo Forte, 2003). Versiones de canciones revolucionarias del mundo.
- Amore e odio (Gridalo Forte, 2004).
- Vecchi cani bastardi (Gridalo Forte, 2006).
- Viento, lucha y sol (Gridalo Forte, 2008).
- Check Point Kreuzberg - Live at the SO36 - Berlin (Rude Records, 2010). CD doble en directo, grabado en diciembre de 2009
- Siamo guerriglia (Rude Records, 2012).
- Banditi Senza Tempo (Gridalo Forte, 2014).

### Sencillos y EP
- Bella ciao (Gridalo Forte, 1993). Mini CD con 4 temas.
- Baldi e fieri (Gridalo Forte, 2005). MiniCD dedicado al grupo hincha Brigate Autonome Livornesi.

Además han participado en varios recopilatorios como Balla e difendi y otros de Gridalo Forte Records.